# Понтіконісі
Понтіконісі (грец. Ποντικονήσι, "острів мишей") — острівець поруч із грецьким островом Корфу.  

## Загальні відомості про острів
Понтіконісі — крихітний острів (120 на 80 метрів), який розташований прямо навпроти злітної смуги аеропорту міста Керкіри та лагуни Галікіопулу. Острів — це покрита деревом скеля і, по суті, унікальна екосистема з пишною шапкою зелені, з якої стирчить верхівка монастиря Пантократора.
Найпопулярніша легенда щодо походження острову полягає в тому, що насправді це корабель Одіссея. Цар Ітаки чимось розсердив Посейдона, і володар моря перетворив корабель у маленький клаптик суші.

## Назва та культурний слід

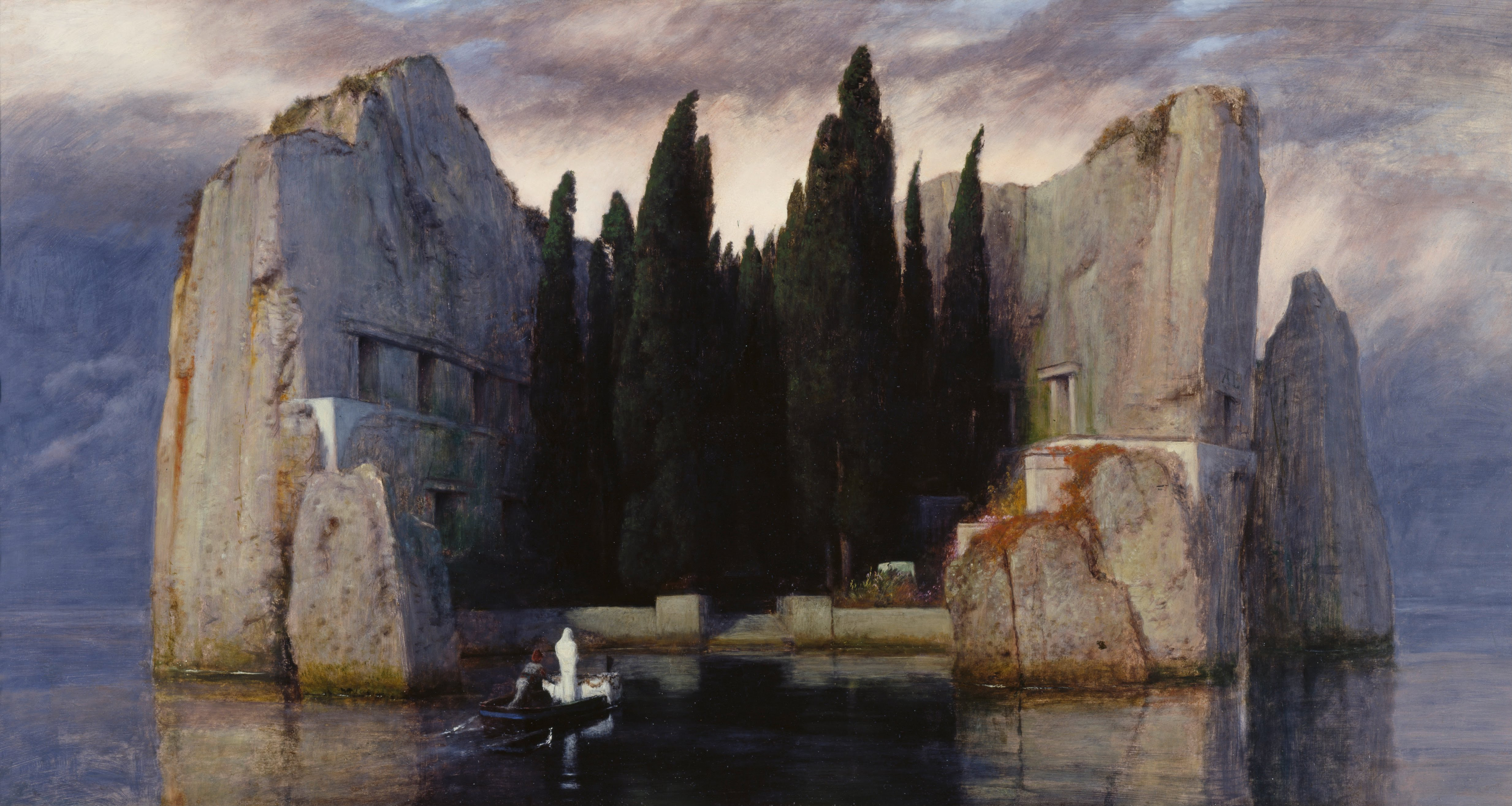
Картина Арнольда Бекліна «Острів мертвих» 1886 р.

У перекладі з грецької назва цього острова звучить як «мишачий». Чи то за розміри, чи то за форму.
Понтіконісі, можливо, був натхненням для відомої картини швейцарського художника Арнольда Бекліна «Острів мертвих».

## Як добратись?
До острова можна добратись на човні (10 хв), який курсує в період з 9 ранку до 9 вечора.